# Gais 1974
Fotbollsklubben Gais spelade säsongen 1974 i allsvenskan, där man slutade fyra och erövrade bronsmedaljen, föreningens första allsvenska medalj sedan 1957.
I svenska cupen 1974/1975 åkte Gais ut i åttondelsfinal.

## Inför säsongen

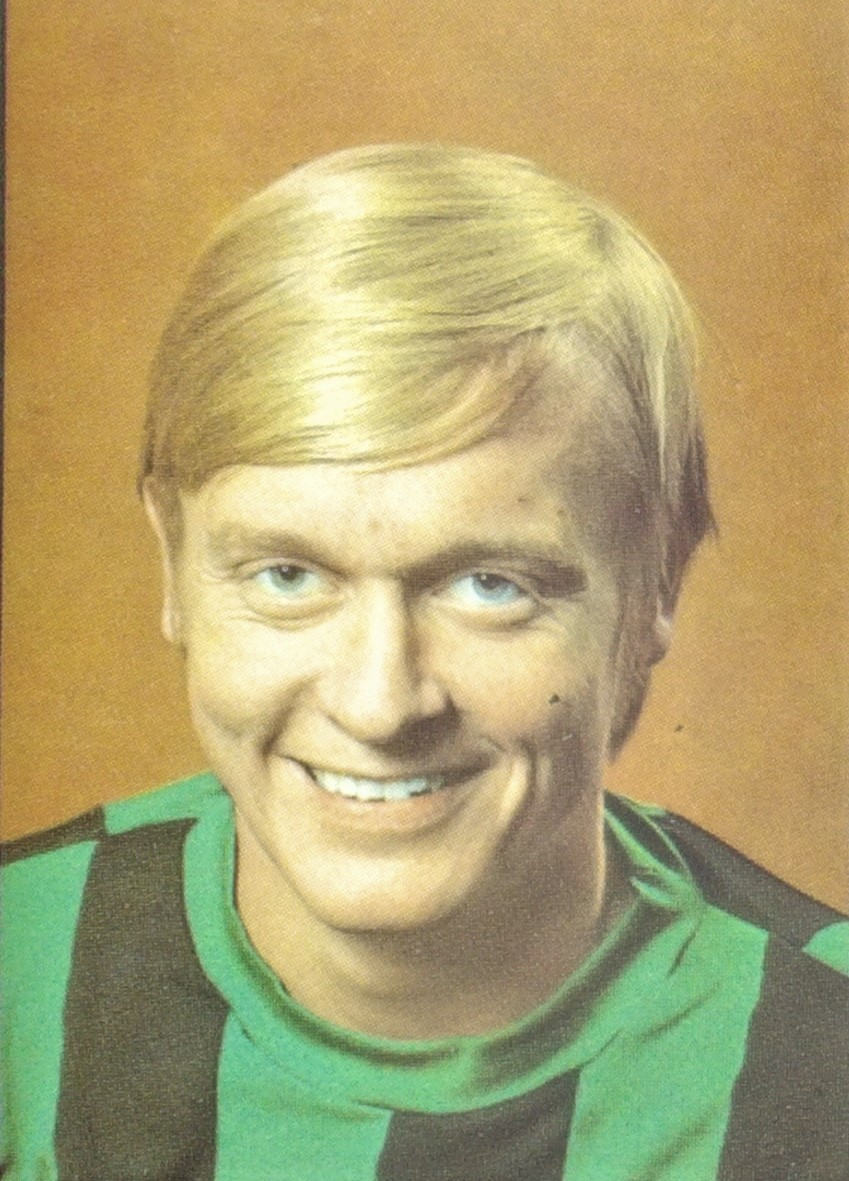
Eine Fredriksson blev under säsongen uttagen i landslaget.

Gais hade kvar i stort sett samtliga tongivande spelare från 1973; endast Erik de Broen och Ralf Söderblom hade försvunnit ur truppen, medan 30-årige Jan Olsson bara kom att spela två matcher under säsongen. Samtidigt hade man föryngrat truppen genom att värva Ulf Bjälkenborn och Osborn Larsson, samt återtagit den före detta knattelagsspelaren Roger Gustafsson, som senare, som tränare, kom att leda IFK Göteborg till viss framgång. Man lyfte även upp juniorer som Christian Pestat, Mikael Johansson, Jan-Olof Edlind och målvakten Kjell Spångberg i A-laget. Tränare Vilmos Varszegi förkunnade dessutom att man hade ökat träningskapaciteten med 20–25 procent sedan föregående säsong. Det var hård konkurrens om startplatserna i laget, vilket märktes på träningarna.

## Allsvenskan
Trots det goda utgångsläget inledde Gais allsvenskan svagt. Efter två raka förluster siade Stockholmstidningarna att Gais, som var seriens enda Göteborgslag, likt sina alliansbröder skulle åka ur allsvenskan. Sedan följde dock tre raka segrar. Det nyfunna mittbacksparet Nils Norlander och Osborn Larsson imponerade, och tränare Varszegi dristade sig i en radiointervju till att överdriva en smula och säga att Larsson var "en back av VM-klass" – ett uttalande som Gaisklacken tog till sig, då man lanserade ramsan "Osborn till VM", som sjöngs så fort backen slog en lyckad passning. Gaisförsvaret fick emellertid problem då stjärnmålvakten Kjell Uppling råkade ut för en svår ryggskada, och man blev tvungen att sätta in unge Kjell Spångberg i målet. Spångberg lyckades bra till en början, och Gais gick obesegrat i fyra matcher till innan det var dags att möta Malmö FF. MFF-tränaren Bob Houghton var medveten om att Gais hade en 18-årig reserv i mål och beordrade Thomas Sjöberg att skrämma och attackera Spångberg. Taktiken lyckades, och Malmö vann med 3–0 i en match där Gais agerade håglöst och Spångberg dessutom fick en revbensskada. I vårens sista match spelade Gais 2–2 mot IF Elfsborg, och till VM-uppehållet låg Gais sexa.

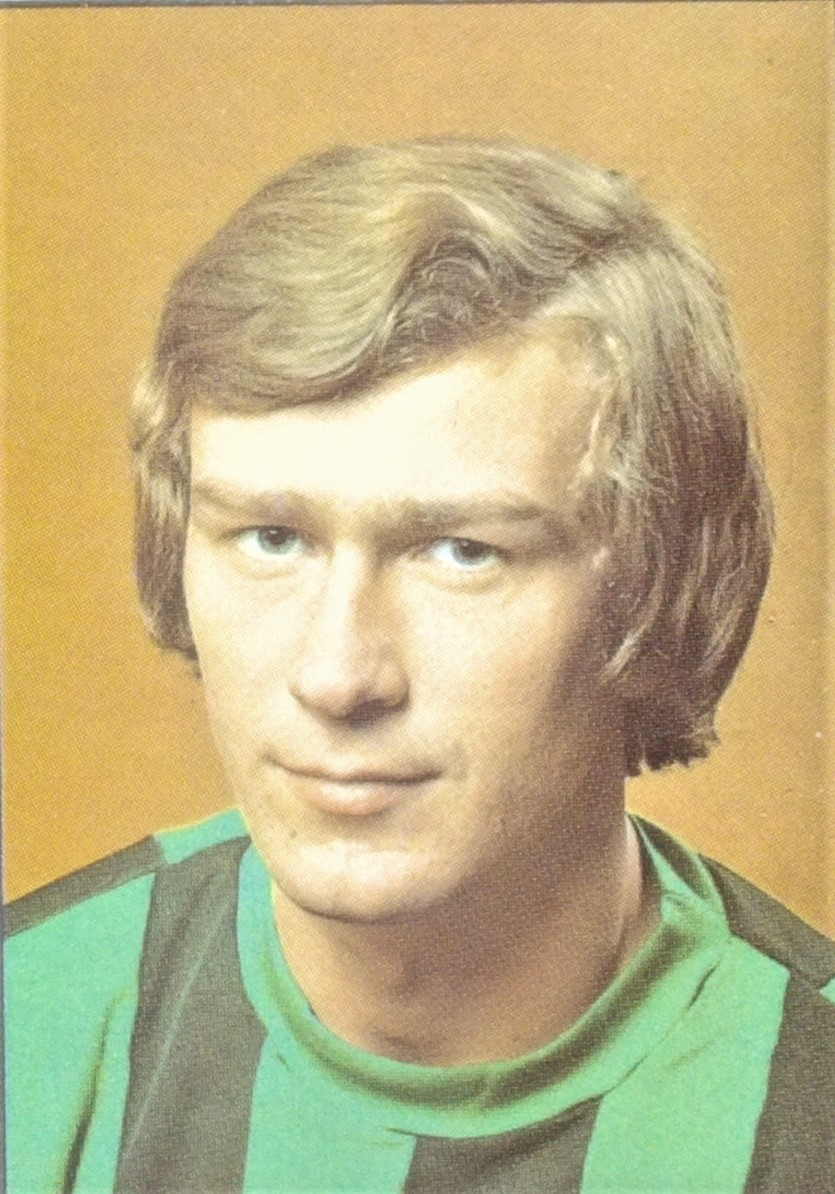
Conny Aldorsson hade lekstuga borta mot Hammarby IF, men blev petad i slutet av säsongen.

Gais inledde hösten starkt, med segrar mot Östers IF och Halmstads BK, trots skador på viktiga Thomas Bloom och Sten Pålsson. Eine Fredriksson, som hade varit Gais bästa spelare under året, fick efter VM sin belöning, då han togs ut i landslaget. Gais hade häng på tabelltoppen, och den 11 augusti spelade laget ut Hammarby IF på Söderstadion, då man vann med 4–0 efter stor show av Conny Aldorsson, som fick revansch efter att förra säsongen på samma arena ha blivit utvisad och utbuad efter att ha sprungit ner domaren efter en bortdömd straff. Aldorsson gjorde två mål och låg bakom det mesta i Gais anfallsspel.

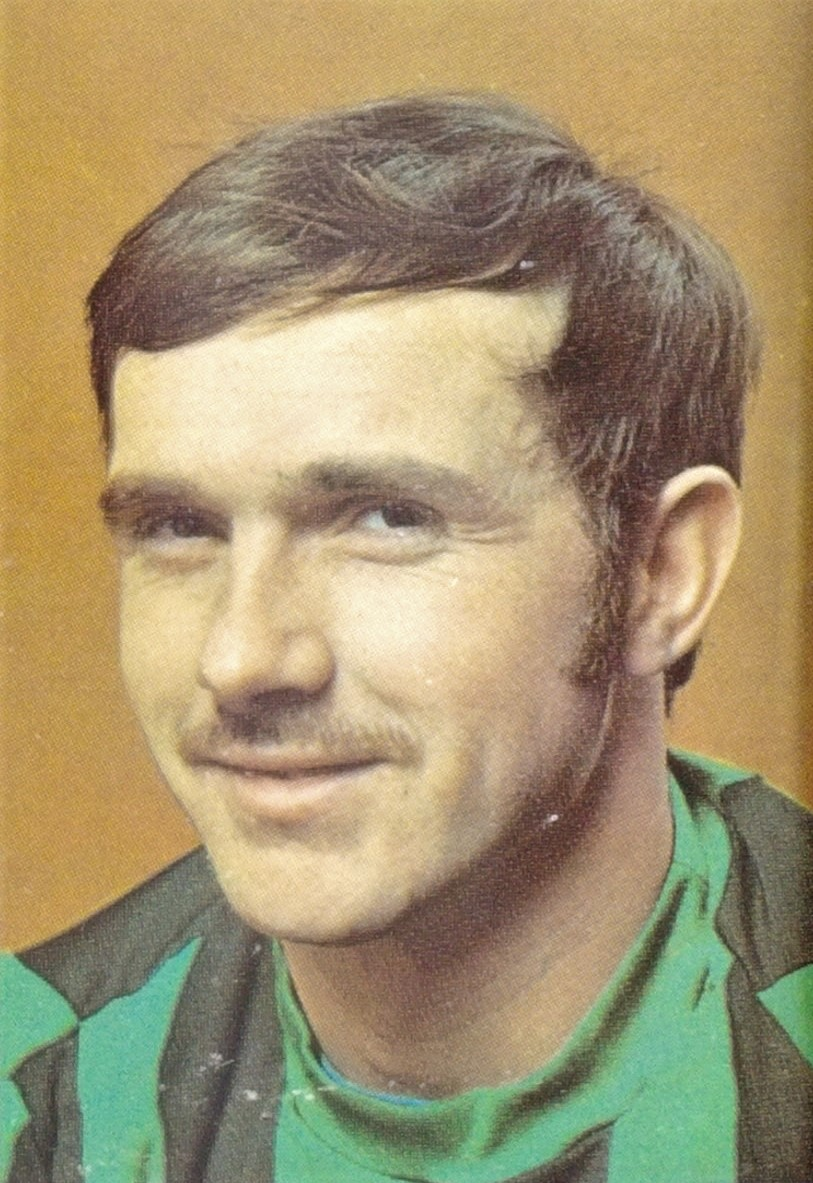
Sten Pålsson var en av sex spelare i truppen som hade spelat över hundra seriematcher för Gais.

Därefter följde dock två rejäla missräkningar, då Gais förlorade borta mot Landskrona Bois med 0–5 och mot IF Elfsborg med 1–5, och tappade tätkänningen. I omgång 20, mot Djurgårdens IF, gjorde Gais tre lyckosamma förändringar i laget: Den tidigare reservmålvakten Glenn Sevestedt hämtades åter från Högadals IS, Björn "Fårbo" Gustavsson var tillbaka efter förra årets svåra skada, och Tommy Andersson gick in i stället för Aldorsson, som petades. Andersson agerade "överrock" åt Djurgårdens Harry Svensson, och trots att Gais låg under med 1–0 i halvtid lyckades man vända till 3–1. Den nya trion gick sedan in som ordinarie under de återstående sex matcherna.
Med fyra omgångar kvar att spela var Gais ett av fyra mittenlag på 21 poäng. Då stod laget för en ordentlig spurt: Mot Åtvidabergs FF slog Kenneth Wessberg till med två mål när Gais vann med 3–1. I nästa omgång, borta mot serietvåan AIK, stod det länge 0–0, och trots att Benny Apell blev utvisad lyckades Thomas Bloom i sista minuten slå in segermålet, 1–0. AIK fick sin första hemmaförlust för säsongen, och Gais hade i och med det slagit samtliga Stockholmslag på bortaplan. I den näst sista omgången väntade sedan Örebro SK hemma på Ullevi. Eine Fredriksson nickade tidigt in 1–0, men närkingarna pressade på och ÖSK:s Thomas Nordahl tilldömdes en straff. Glenn Sevestedt lyckades dock rädda straffen, och Kenneth Wessberg kunde i stället nicka in slutresultatet 2–0. I sista omgången besegrade Gais redan nedflyttningsklara IK Sirius med hela 6–0 och säkrade fjärdeplatsen, bronsmedaljen och en plats i Uefacupen 1975/1976. Det var Gais första allsvenska medalj sedan 1957.
Sex av bronsmedaljörerna – Sten Pålsson, Thomas Bloom, Nils Norlander, Benny Apell, Sune Persson och Hasse Johansson – hade spelat över hundra seriematcher när de vann sin första allsvenska medalj. Det hade dröjt 17 år sedan Gais senaste medalj i allsvenskan, och skulle dröja 15 år till nästa.

### Tabell
| Nr | Lag                 | S  | V  | O | F  | GM | IM | MS  | P  |
| -- | ------------------- | -- | -- | - | -- | -- | -- | --- | -- |
| 1  | Malmö FF            | 26 | 19 | 5 | 2  | 48 | 15 | +33 | 43 |
| 2  | AIK                 | 26 | 15 | 4 | 7  | 40 | 28 | +12 | 34 |
| 3  | Östers IF           | 26 | 13 | 7 | 6  | 55 | 26 | +29 | 33 |
| 4  | Gais                | 26 | 12 | 5 | 9  | 44 | 40 | +4  | 29 |
| 5  | Åtvidabergs FF (RM) | 26 | 11 | 5 | 10 | 48 | 40 | +8  | 27 |
| 6  | IF Elfsborg         | 26 | 10 | 6 | 10 | 55 | 43 | +12 | 26 |
| 7  | Landskrona BoIS     | 26 | 11 | 4 | 11 | 43 | 36 | +7  | 26 |
| 8  | Djurgårdens IF      | 26 | 9  | 8 | 9  | 44 | 38 | +6  | 26 |
| 9  | Hammarby IF         | 26 | 10 | 5 | 11 | 37 | 44 | −7  | 25 |
| 10 | Örebro SK           | 26 | 8  | 7 | 11 | 42 | 50 | −8  | 23 |
| 11 | Halmstads BK (U)    | 26 | 7  | 9 | 10 | 28 | 38 | −10 | 23 |
| 12 | IFK Norrköping      | 26 | 7  | 7 | 12 | 39 | 60 | −21 | 21 |
| 13 | IK Sirius           | 26 | 4  | 8 | 14 | 28 | 57 | −29 | 16 |
| 14 | Brynäs IF (U)       | 26 | 2  | 8 | 16 | 27 | 63 | −36 | 12 |

### Seriematcher
| Lag             | Hemma | Borta |
| --------------- | ----- | ----- |
| Malmö FF        | 2–3   | 0–3   |
| AIK             | 0–1   | 1–0   |
| Östers IF       | 1–2   | 3–1   |
| Åtvidabergs FF  | 3–1   | 1–5   |
| IF Elfsborg     | 2–2   | 1–5   |
| Landskrona BoIS | 2–1   | 0–5   |
| Djurgårdens IF  | 2–1   | 3–1   |
| Hammarby IF     | 0–1   | 4–0   |
| Örebro SK       | 2–0   | 2–1   |
| Halmstads BK    | 2–1   | 0–0   |
| IFK Norrköping  | 1–2   | 1–1   |
| IK Sirius       | 3–1   | 6–0   |
| Brynäs IF       | 2–2   | 0–0   |

### Spelarstatistik

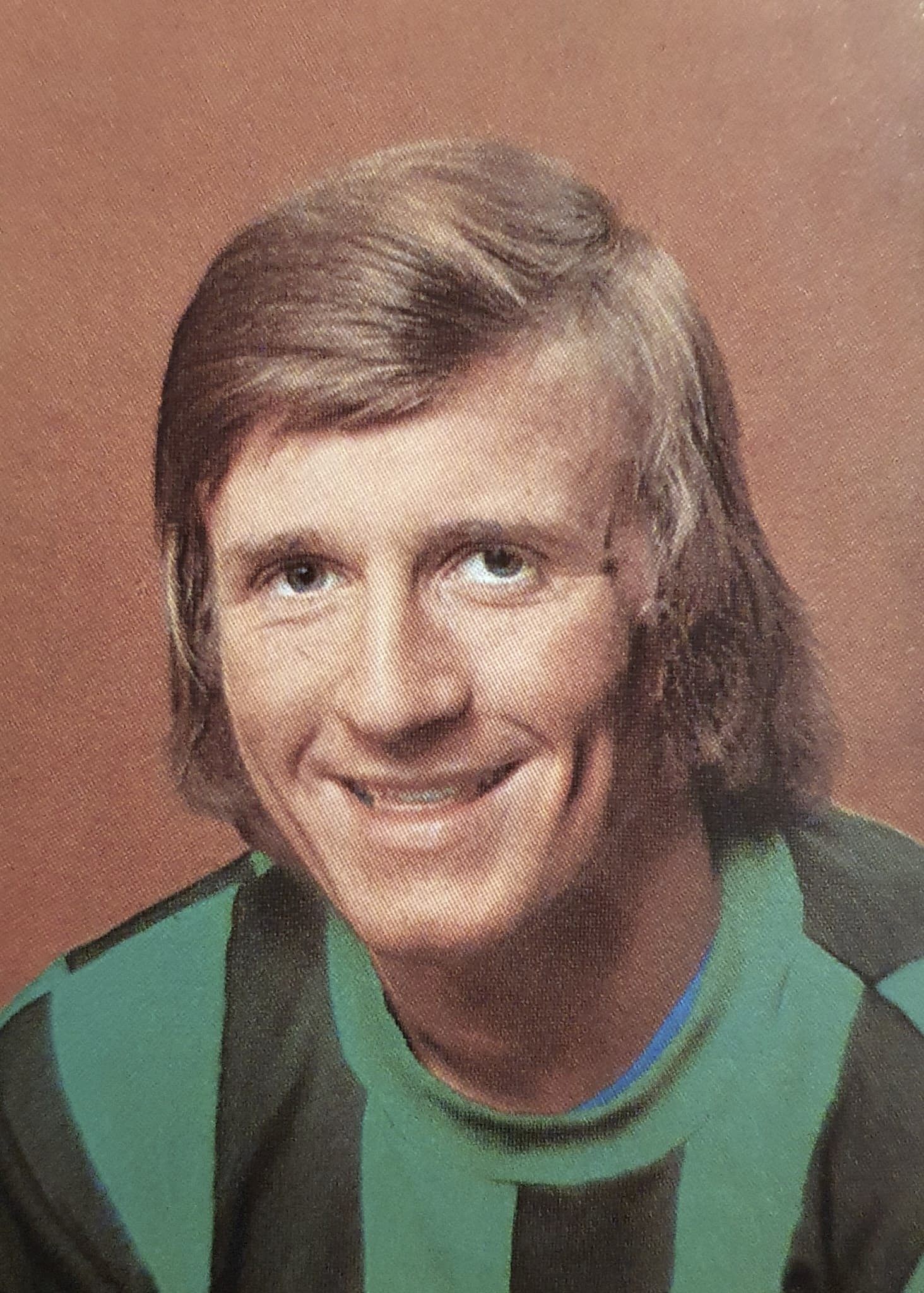
Kenneth Wessberg vann för tredje året i rad Gais interna skytteliga.

| Namn                 | Matcher | Mål |
| -------------------- | ------- | --- |
| Hans Johansson       | 26      | 10  |
| Eine Fredriksson     | 26      | 8   |
| Sune Persson         | 26      | 1   |
| Benny Apell          | 26      |     |
| Osborn Larsson       | 26      |     |
| Kenneth Wessberg     | 25      | 14  |
| Sten Pålsson         | 23      | 4   |
| Nils Norlander       | 20      |     |
| Conny Aldorsson      | 18      | 5   |
| Thomas Bloom         | 17      | 1   |
| Tommy Andersson      | 13      | 1   |
| Kjell Spångberg (mv) | 13      |     |
| Björn Gustavsson     | 9       |     |
| Roger Gustafsson     | 9       |     |
| Glenn Sevestedt (mv) | 9       |     |
| Eive Sandberg        | 5       |     |
| Kjell Uppling (mv)   | 4       |     |
| Ulf Bjälkenborn      | 2       |     |
| Jan Olsson           | 2       |     |
| Christian Pestat     | 2       |     |

## Svenska cupen
I svenska cupen 1974/1975 gick Gais in i åttondelsfinalen, där man den 3 november 1974 åkte ur mot Kalmar FF efter 0–1 på hemmaplan.